# Erisma homosepala
Erisma homosepala är en tvåhjärtbladig växtart som beskrevs av Adolpho Ducke. Erisma homosepala ingår i släktet Erisma och familjen Vochysiaceae. Inga underarter finns listade i Catalogue of Life.